# Dipturus
A Dipturus a porcos halak (Chondrichthyes) osztályának rájaalakúak (Rajiformes) rendjébe, ezen belül a valódi rájafélék (Rajidae) családjába tartozó nem.

## Rendszerezés
A nembe az alábbi 41 élő faj tartozik:
- Dipturus acrobelus Last, White & Pogonoski, 2008
- Dipturus amphispinus Last & Alava, 2013
- Dipturus apricus Last, White & Pogonoski, 2008
- Dipturus argentinensis Díaz de Astarloa, Mabragaña, Hanner & Figueroa, 2008
- Dipturus batis (Linnaeus, 1758) - típusfaj
- Dipturus bullisi (Bigelow & Schroeder, 1962)
- Dipturus campbelli (Wallace, 1967)
- Dipturus canutus Last, 2008
- Dipturus chinensis (Basilewsky, 1855) - korábban Raja chinensis
- Dipturus crosnieri (Séret, 1989)
- Dipturus diehli Soto & Mincarone, 2001
- Dipturus doutrei (Cadenat, 1960)
- Dipturus ecuadoriensis (Beebe & Tee-Van, 1941)
- Dipturus flavirostris (Philippi, 1892)
- Dipturus garricki (Bigelow & Schroeder, 1958)
- Dipturus gigas (Ishiyama, 1958)
- Dipturus grahami Last, 2008
- Dipturus gudgeri (Whitley, 1940)
- Dipturus innominatus (Garrick & Paul, 1974)
- Dipturus intermedius (Parnell, 1837)
- Dipturus johannisdavisi (Alcock, 1899)
- Dipturus kwangtungensis (Chu, 1960)
- Barndoor rája (Dipturus laevis) (Mitchill, 1818)
- Dipturus lanceorostratus (Wallace, 1967)
- Dipturus leptocauda (Krefft & Stehmann, 1975)
- Dipturus macrocauda (Ishiyama, 1955)
- Dipturus melanospilus Last, White & Pogonoski, 2008
- Dipturus mennii Gomes & Paragó, 2001
- Dipturus nidarosiensis (Storm, 1881)
- Dipturus olseni (Bigelow & Schroeder, 1951)
- Dipturus oregoni (Bigelow & Schroeder, 1958)
- Dipturus oxyrinchus (Linnaeus, 1758)
- Dipturus pullopunctatus (Smith, 1964)
- Dipturus queenslandicus Last, White & Pogonoski, 2008
- Dipturus springeri (Wallace, 1967)
- Dipturus stenorhynchus (Wallace, 1967)
- Dipturus teevani (Bigelow & Schroeder, 1951)
- Dipturus tengu (Jordan & Fowler, 1903)
- Dipturus trachyderma (Krefft & Stehmann, 1975)
- Dipturus wengi Séret & Last, 2008
- Dipturus wuhanlingi Jeong & Nakabo, 2008